# Lake Cherokee
Lake Cherokee – jednostka osadnicza w Stanach Zjednoczonych, w stanie Teksas, w hrabstwie Gregg.